# AN/PVS-7
AN/PVS-7は単管式の暗視装置。第3世代のイメージインテンシファイアを備えた軍用暗視装置である。PVS-7は強い光が入射した場合にはイメーインテンシファイアへの悪影響を防止するために自動的に遮蔽する。ゴーグルは低照度の状況で内蔵された赤外線発光ダイオードを使用してアクティブ暗視装置としても機能する。それらは防水で外部の温度が変化しても曇らないように窒素が充填される。
それらはベトナム戦争で使用された旧式のAN/PVS-5を置き換える目的で設計された。 AN/PVS-14の導入に伴い徐々に引退しつつあるものの、AN/PVS-7は今尚アメリカ軍で多数が使用されている。